# Ștefan Petică
Ștefan Petică (n. 20 ianuarie 1877, Bucești, România – d. 17 octombrie 1904, Bucești, Ivești, Galați, România) a fost întâiul poet simbolist declarat, cum spunea George Călinescu.

## Biografie
Ștefan Petică s-a născut într-o familie de țărani răzeși, având ca părinți pe Enache (Ianache) Petică și pe Catinca Petică. 
A urmat studiile primare în satul natal, gimnaziale la Tecuci și liceale la Brăila (1892-1896), unde și-a afirmat înclinația pentru literatură și o orientare politică social-democrată. În 1894 a scris primele articole în revista Munca, iar doi ani mai târziu a debutat literar în Lumea nouă literară și științifică, publicație la care a devenit colaborator. Tot din 1986 a început să traducă din opera lui Edgar Allan Poe.
A luat examenul de bacalaureat în 1897 la București, apoi s-a înscris la Facultatea de Litere și Filozofie și la Facultatea de Matematică din cadrul Universității din București, însă fără a obține licența (1902-1904).

## Activitate
Ștefan Petică a practicat jurnalistica politică și literară, îndeplinind între anii 1898-1904 funcțiile de ziarist acreditat la Capitala (1898), prim redactor la L’Echo de Roumanie. Journal Conservateur (1902), secretar de redacție la Literatorul (1899) al lui Al. Macedonski, redactor la România Jună (1900) și Economia națională.
A publicat și în ziarul Lumea nouă (între 1896-1898), în colaborare cu poeții George Tutoveanu și Ilarie Chendi, cu viitorul prozator Jean Bart, cu militanții socialiști Ioan Nădejde și I. C. Atanasiu, a sprijinit activ revendicările țăranilor și înființarea cluburilor socialiste la sate. Din 1900, s-a retras definitiv, în urma presiunilor autorității politice, dar a activat în cadrul Ligii pentru unitatea culturală a românilor.
A tradus din operele unor scriitori clasici,  precum: R. Wagner, Stefan George, Hugo von Hoffmanstall, Maeterlinck,  Alfred Vallette, St. Mallarmé, Thomas Moore, Alfred Tennyson, Turgheniev, Lev Tolstoi, Pușkin, Lermontov, Sándor Petöfi.
A utilizat pseudonimele literare: Stephan Petică, Ștefan, St. P., Sentino, Trubadur, Caton, Fanta-Cella, M. Pall, Sapho, Erics, Narcis, Senez, P. Stiopca, Step., Stepen, S.
În 1898 a scris o dramă în trei acte intitulată Păcatul strămoșesc și era în lucru un roman psihologic, Vis Primăvăratec. Romanul nu s-a păstrat, la fel cum s-a întâmplat și cu o operă comică în trei acte intitulată Notarul Furtună, realizată în colaborare cu Liviu Macedonescu și a cărei muzică era compusă de Constantin Dimitrescu.

## Aprecieri critice
Ștefan Petică s-a afirmat ca intelectual autodidact, poliglot, cu preocupări multidisciplinare umaniste în literatură (franceză, germană, engleză, italiană, spaniolă, de unde a efectuat traduceri), filozofie, sociologie, antropologie, astronomie, istoria artei, finalizate cu comentarii literare, articole, studii, note, recenzii pertinente și incisive. A efectuat documentare specializată, achiziționând cărți și publicații de la diverse edituri de marcă din România, Italia, Franța, Anglia și Germania.
A fost considerat un intelectual precoce, care promitea o operă literară de substanță, deschizător de drum în literatura simbolistă, îndeosebi după apariția volumului de poeme Fecioara în alb (București, 1902), „primul poet simbolist autentic”, curent teoretizat de Al. Macedonski, Mircea Demetriade, Al. Obedenaru, Traian Demetrescu, Dimitrie Anghel, Ion Minulescu, G. Bacovia, N. Davidescu, Alfred Moșoiu și Eugeniu Ștefănescu-Est.  A întruchipat intelectualul analitic, cu viziune integratoare, multidomenială, în calitate de poet, prozator, dramaturg, sociolog, economist, ziarist, opera sa fiind apreciată de George Bacovia, care chiar a compus melodii pentru vioară pe versurile acestuia.

## Tabel cronologic
-
20 ianuarie 1877 - se naște primul simbolist autentic din România, Ștefan Petică,
poet, jurnalist, dramaturg - fiul Catincăi și al lui Ianache (Gr. Tăbăcaru:
„Tatăl său, pe lângă ocupațiile de agricultor, a avut și servicii comunale:
notar, picher, scriitor la primărie”)- în localitatea Bucești, județul Galați.
-1888 – urmează studiile primare la Liești, iar la Tecuci, prima clasă
gimnazială în casele patriarhale ale Smarandei Iaconachi;
-1889 -  continuă studiile în noua clădire
a gimnaziului real „D. A. Sturdza” din Tecuci până în 1892;
-1892-1896 – urmează cursurile Gimnaziului „Nicolae Bălcescu” din Brăila, unde
în octombrie 1894, unde era înscris în clasa a VI-a, cum va documenta G.
Călinescu; 
-1894 – scrie primele articole în revista „Munca”;
-1896 - debutează literar în „Lumea nouă literară și științifică”
și devine
colaborator statornic al acesteia;
- 1896 – traduce din opera lui E. A. Poe câteva povestiri care vor apărea publicate în același an în volumul „Nuvele extraordinare”, Institutul de Editură „Ralian și Ignat Samitca” din Craiova, Biblioteca de Popularizare - Literatură, Știință, Artă, nr. 19;
- 1897 – traduce - tot din opera lui E. A. Poe - „Scrisoarea furată și alte povestiri extraordinare”, Institutul de Editură „Ralian și Ignat Samitca” din Craiova, Biblioteca de Popularizare - Literatură, Știință, Artă, nr. 30;
- 1897 -  susținute bacalaureatul la București; rezultatul este publicat în ziarul bucureștean Epoca,  vineri, 26 sept. 1897, Seria II, Anul III,
nr. 570, p. 3;  
-1898 – se înscrie, fără să obțină, însă, licența la Facultatea de Litere și Filozofie
și la Facultatea de Matematică din București. 
Studiază
temeinic franceza, germana și engleza; cunoștea deja italiana, așa cum reiese
din titlul ciclului de poezii „Fecioara în alb”, notat în manuscris La creatura di bianco vestita și cu un
motto din Infernul dantesc (XXVI, 69); în plus, deținea aproape toate
cataloagele librăriilor din țară și din străinătate, de la care se aproviziona;
era interesat de literatura italiană, în lista sa de cărți deja achiziționate
se afla un Dicționar italian, un volum de Dante Alighieri (Vita nuova) și unul de Ugo Foscolo (I Sepolcri); titlurile cărților comandate în străinătate denotă o
uriașă sete de cunoaștere, acoperind o foarte amplă gamă de interes, de la
literatură la filozofie, de la matematică la psihologie, de la critică la
istoria artei, de la sociologie la istorie, fiind la curent cu tot ceea ce
însemna cultura contemporană.
- 1898 – scrisese, cum reiese din cercetările făcute de Nicolae Davidescu, „o dramă în 3 acte intitulată „Păcatul strămoșesc” care urma să fie, după cum anunța „Lumea Nouă” din 18 Fevruarie 1895, prezentată în curând Direcției Teatrului Național”;Această lucrare nu a mai fost găsită;
- tot „Lumea Nouă” mai anunța, la 3 Martie
1898, apropiata „punere sub tipar a unui frumos roman psichologic datorit d-lui
Ștefan Petică, roman care se numește: „Vis primăvăratec” (apud Nicolae
Davidescu, Ștefan Petică, în „Universul
literar”, București, 4 iunie 1938, pp. 5-6). Nici această lucrare nu s-a
păstrat;
- 1898 - Tot datorită lui Nicolae Davidescu aflăm că „la 21 Decemvrie 1898  se anunța „libretul unei opere comice în trei acte
intitulată „Notarul Furtună” făcută în colaborare cu amicul Macedonescu și a
cărui muzică e datorită maestrului C. Dimitrescu”; libretul este scris în
colaborare cu Liviu Macedonescu, pe muzica compozitorului, violoncelistului,
dirijorului și profesorului Constantin Dimitrescu. Din păcate, lucrarea a
dispărut;
-1898-1899 - redactor la revista bucureșteană „Capitala”; 
-1898-1900 – redactor la „Lumea nouă”
-între 20 februarie 1899 – ianuarie 1900 – secretar de redacție la revista „Literatorul” și, în același timp, participă la serile simboliste ale lui
Alexandru Macedonski, făcând parte din boema
bucureșteană a începutului de veac;
Ilarie Chendi: Ștefan Petică, în
„Freamătul”, Bârlad, II, nr. 1-3, 1912, p.50, apud Ștefan Petică, Scrieri, Ed. Minerva, București, p. 197:
„citise multă literatură mai nouă, franceză și italiană și m-a uimit cât de bine cunoștea pe tinerii germani.”
Lectura din marii autori europeni îi rafinează gustul și-l îndreaptă spre literatura de factură simbolistă.
- 1899 - propune revistei pariziene „Mercure de France”
colaborarea cu o rubrică permanentă despre literatura română, propunere
acceptată în aprilie 1900;
- 1900 -colaborator la „Literatură și artă română”
- 1900 - scrie fragmente de critică literară în „România Jună”, unde apare prima parte din ciclul de
douăzeci de poezii selectate de poet, „Fecioara în alb”, pe data de 24 iulie 1900; 
- 1900-1901– scrie piesa de teatru „Solii păcii”;
-1900 – 1902 – aptitudinile sale literare se concretizează, mai întâi în
periodice, apoi în volume de lirică suavă, de mare rafinament: Fecioara în alb, Când vioarele tăcură,
Moartea visurilor;
-
devine membru al Societății
literare „Amicii literaturii și
artei române”;
-
1901 – 1902 – scrie fragmente de critică literară în „România Ilustrată”;
-
1901 - 1902 – studii sociologice, poeme în proză, articole politice în „Depeșa”.
-
1902 - publică volumul de poezii Fecioara
în alb (cuprinde ciclurile „Fecioara în alb”, „Când vioarele tăcură”, „Moartea
visurilor”) care va vedea lumina zilei la Tipografia Lucrătorilor Asociați Marinescu & Șerban din București;
-
1902 - secretar al Asociației Generale a Presei 
-
1902 – Scrie studiile sociologice „Morfologia socială” și „Sociologia veche și
sociologia nouă” în „Economia Națională”;
-
1902 - locuiește într-o cameră mică și umedă, de pe strada Sfinții Apostoli,
unde „citea și scria”, fapt consemnat de C. Demetrescu în Un nume fatal, p. 24, apud Ștefan Petică, Scrieri, Ed. Minerva, București, p. 197.
Legitimația
de intrare la Biblioteca Academiei atestă faptul că în 1902 era ziarist, iar
legitimația de student eliberată la 23 noiembrie 1902, aflată tot la Academia
Română, confirmă înscrierea acestuia la Facultatea de Litere și Filozofie din
București. Alături de aceasta, există o altă dovadă a faptului că era înscris
la facultate și anume o carte poștală trimisă tatălui său, prin care acesta îi
cere actele pentru Universitate și prin care îi transmite că lipsa documentelor
îl va face să piardă examenele.
Între
1902-1903 este student al acestei facultăți, iar în carnetul de student aflat
la aceeași instituție bucureșteană figurează numele profesorilor ale căror
cursuri le-a urmat: Constantin Rădulescu-Motru și Titu Maiorescu. În același timp,
frecventează și cursurile Facultății de Matematică.
- 1902-1903 – colaborator la „Economia națională” și la „Pagini alese”;
-
1902 - 1903 – colaborator la „Românul literar”;
-
1903 - publică un fragment din drama în patru acte Frații, în „Sămănătorul”, II, nr. 34, 24 august 1903,
ulterior apărută la Institutul de arte grafice „Eminescu” din București;
-
1903 – Ilarie Chendi îl vizitează când Petică este deja bolnav: „cu pieptul
încovoiat de tuse, dar cu mintea senină, scria studii frumoase de sociologie.”
(Il. Chendi, Freamătul, p.51, apud Ștefan Petică, Scrieri, ed. îngrijită de
Zina Molcuț, Ed. Minerva,
București, p. 197);
-
1903 – părăsește postul de bibliotecar la Ministerul Domeniilor din București și,
bolnav fiind de tuberculoză, se întoarce în satul natal, la Bucești pentru a
trăi ultima perioadă a vieții sale. Aici se stinge din viață la data de 17
octombrie 1904.